# Brooklyn híd
A Brooklyn híd az Egyesült Államok egyik legrégibb függőhídja, Manhattan szigetét köti össze Brooklynnal. A világ első acélkábeles függőhídja volt, és 1903-ig a leghosszabb. 1870. január 3-án kezdték meg  építését, és 1883. május 24-én adtak át a forgalomnak. Először New York és Brooklyn híd-ként említették, 1915-ben kapta hivatalosan a Brooklyn híd nevet.
A híd New York városképének kiemelkedő jellegzetessége és 2017 óta a világörökség javaslati listáján szerepel.

## Technikai adatok
Kábelháló tartja a hidat. A négy, egyenként 27,5 cm átmérőjű legvastagabb kábelt a földbe ágyazták. A két 84 m magas hídoszlop közötti távolság 486 m, akkoriban a város legmagasabb pontjai közé számítottak. Homokkőből, gránitból és Rosendale cementből építették neogótikus stílusban. A Brooklyn híd építési költsége 15,5 millió dollár volt.

## Története

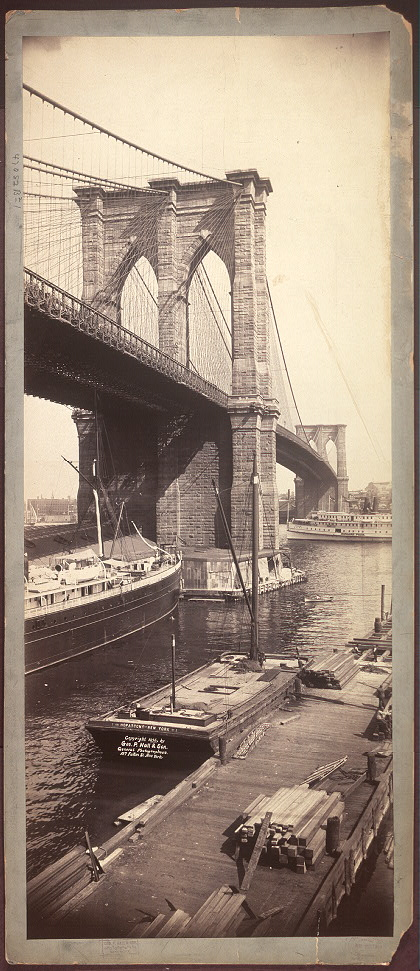

A terveket a német származású John Augustus Roebling, híres hídtervező készítette Trentonban. A helyszíni mérések közben Roebling megsérült, amikor egy éppen kikötni készülő komphajó meglökte a vasoszlopokat, melyek összezúzták lábujjait. Amputálni kellett a sérült részeket, és Roebling néhány hét múlva tetanuszban meghalt. Az építkezés 1870. január 3-án nélküle kezdődött, fia, Washington Augustus Roebling vette át az irányítást. A 3000 tonna tömegű pneumatikus keszonok 24 méter mélyen voltak beágyazva a manhattani oldalon, és 13,5 méterre a brooklyni oldalon. Az élet a keszonokban szörnyű volt, a tüzek, robbanások és a keszonbetegség 27 ember életét követelte. Washington Roebling két év múlva keszonbetegség következtében részlegesen lebénult. Ekkor felesége, Emily Warren Roebling lépett a helyére, és tizenegy éven keresztül közvetített főmérnök férje és az építkezésen dolgozó mérnökök között. Emily férje segítségével felsőfokú matematikát (láncgörbe), szilárdságtant tanult. Megismerkedett a hídépítés technikájával és a kábelgyártás technológiájával is. Akkoriban még nem vették figyelembe az aerodinamikát, és nem végeztek szélcsatorna-vizsgálatot. Szerencsére a nyitott vázszerkezetet kevésbé érintik az aerodinamikai problémák. John Augustus Roebling a szükségesnél hatszor erősebbre tervezte a hidat. Ennek köszönhetően áll még mindig a Brooklyn híd, bár J. Lloyd Haigh beszállító gyengébb minőségű huzalokból gyártotta a kábeleket. Ez akkor derült ki, amikor már felszerelték a kábeleket. Washington Augustus Roebling megállapította, hogy a híd csak négyszer erősebb a szükségesnél. Ezért további 250 kábellel erősítették átlós irányban a hidat, melyek a hídoszlopokat és a hídpályát kötötték össze. Azután kiderült, hogy nem lett volna erre szükség, de megtartották, mert emelte a híd esztétikáját. A tervező szerint a híd soha nem fog leszakadni, esetleg csak besüllyed.
A hidat 1883. május 24-én adták át. Az ünnepségen több ezer ember és számos hajó volt jelen. Chester A. Arthur elnök és Emily Warren Roebling mentek át először a hídon, majd Franklin Edson New York polgármestere következett, miközben az ágyúk díszlövéseket adtak le. A Brooklyn felé eső hídoszlopnál Seth Low, Brooklyn polgármestere köszöntötte őket. Az első napon 1800 jármű és több mint 150 300 személy haladt át a hídon. Chester A. Arthur elnök felkereste otthonában Washington Augustus Roeblinget, és kezet fogott vele. Roebling este fogadást adott házában a híd megnyitása alkalmából. A hídoszlopba vésték John Augustus Roebling, Washington Augustus Roebling és Emily Warren Roebling nevét.
1883. május 30-án, egy héttel a híd átadása után az a hír terjedt el az átkelő gyalogosok között, hogy a híd le fog szakadni. Az emberek pánikszerűen menekültek, és 12 gyalogost halálra tapostak.
1884. május 17-én Phineas Barnum cirkusztulajdonos produkciója eloszlatott minden kétséget. Az előadások reklámozására bemutatta a hídon a cirkusz fő attrakcióját, a 21 elefántot, melyek Jumbóval az élen átsétáltak a Brooklyn hídon.

## Vers a hídról

Vlagyimir Majakovszkij: Brooklyni híd

## Fordítás
- Ez a szócikk részben vagy egészben  a   Brooklyn Bridge című angol Wikipédia-szócikk fordításán alapul.  Az eredeti cikk szerkesztőit annak laptörténete sorolja fel. Ez a jelzés csupán a megfogalmazás eredetét és a szerzői jogokat jelzi, nem szolgál a cikkben szereplő információk forrásmegjelöléseként.